# National Health and Nutrition Examination Survey
National Health and Nutrition Examination Survey (NHANES) — американская национальная программа социального исследования, проводимая Национальным Центром Статистики Здравоохранения США с целью среднестатистической оценки состояния здоровья и питания американцев. NHANES исследование включают в себя физиологическое исследование и опросы.
Физиологическое исследование состоит из физических методов медицинской диагностики, стоматологического осмотра и различных лабораторных анализов. Опросы NHANES направлены на собирание данных о демографии, социоэкономическом положение населения, особенностях питания и состоянии здоровья.
Первое исследование NHANES было проведено в 1971 году, а с 1999 года исследования стали ежегодными. Первый доклад о результатах был опубликован в 2001 году.
Информация, полученная через NHANES, используется для определения распространения основных болезней и их факторов риска. Анализируются особенности питания, образа жизни и их связь с болезнями. Полученные цифры являются основой некоторых национальных американских стандартов, таких как рост, вес и кровяное давление. Данные NHANES используются в эпидемиологических исследованиях и различных медицинских науках, включая разработку биомаркеров старения человека. Это способствует более обоснованной и продуманной национальной политике здравоохранения, созданию программ и сервисов, расширению знаний человечества о здоровье, увеличению продолжительности жизни и её качества.